# Jacques Hogard (colonel)
Pour le général Jacques Hogard, son père, voir Jacques Hogard (général).
Pour les articles homonymes, voir Hogard.
 (février 2023).
Jacques Hogard, né le 16 décembre 1955 à Saint-Mandé, est un officier supérieur français, ancien parachutiste de la Légion étrangère.

## Famille
Issu d'une famille lorraine, il est le fils du général Jacques Hogard, officier d'infanterie de marine, combattant de la Seconde Guerre mondiale et des guerres d'Indochine et d'Algérie, lui-même fils du général Émile-Louis Hogard (1894-1990), officier de l'armée d'Afrique, proche collaborateur du maréchal Lyautey au Maroc et commandant les goumiers marocains (1944-45).[réf. souhaitée]
Il est aussi le neveu du général Pierre de Bénouville, héros de la Résistance et compagnon de la Libération. Son frère, le général d'armée Jean-François Hogard, a été directeur de la DRSD entre 2014 et 2018,. Parmi ses cousins, on trouve également le général d'armée Bruno Cuche et l'homme politique François Guillaume.

## Carrière militaire (1976-2000)
En 1992, chef de bataillon, il est nommé au bureau opérations de l'état-major des troupes françaises stationnées à Djibouti. Il dirige le « bureau opérations » de l'opération Oryx en Somalie (1992-1993), de l'opération Iskoutir en république de Djibouti, de l'opération Diapason au Yémen. Nommé lieutenant-colonel en 1993 à l'âge de 37 ans, il est commandant du groupement de Légion étrangère lors de l'opération Turquoise au Rwanda, en 1994.
Après le Rwanda, iI rejoint l'état-major de la Légion étrangère, puis celui de l'armée de terre française et enfin le commandement des opérations spéciales (COS). Il commande le groupement interarmées des forces spéciales qui ouvre la voie à la Brigade Leclerc en Macédoine, puis au Kosovo, en 1999 lors de la guerre du Kosovo.

## Carrière civile (depuis 2000)
Le colonel Hogard prend sa retraite anticipée en 2000. Diplômé du CPA (Centre de Perfectionnement aux Affaires), détenteur d'un Executive MBA d'HEC, il fonde et dirige à partir de 2005 la société ÉPÉE (Experts Partenaires pour l’Entreprise à l’Etranger), une entreprise spécialisée en intelligence stratégique et en diplomatie d'entreprises à l'international. 
Il fonde également en 2011 la société ESEI (Experts en Sûreté pour l'Entreprise à l'International), une société de conseil et d'ingénierie de sûreté à l'international. La société ESEI est principalement active en Afrique francophone, notamment au Niger, mais aussi en Côte d'Ivoire, en Mauritanie, au Maghreb, etc. Elle conduit également  des missions de conseil et d’accompagnement en sûreté au Moyen-Orient (Irak) et outre-Atlantique (en Colombie et au Mexique en particulier). 
Les sociétés de Jacques Hogard interviennent également souvent en Russie, dont il vante la stabilité politique, en déclarant en 2019 que « c'est un marché sans limites et ouvert, où les besoins sont immenses. Il est donc essentiel d’y aller ».

## Affaires judiciaires
Le journaliste Patrick de Saint-Exupéry a mis en cause le rôle joué par les autorités de Paris et l'armée française dans le génocide des Tutsis au Rwanda, notamment dans son livre Complices de l'inavouable, la France au Rwanda, publié en 2004 et republié en 2009. Son nom étant cité en page de couverture de ce livre, Jacques Hogard s'estime accusé d'être un « complice » du génocide, et assigne le journaliste et son éditeur en diffamation. Patrick de Saint-Exupéry est relaxé en première instance le 11 décembre 2009 par le tribunal correctionnel de Paris. Jacques Hogard fait aussitôt fait appel de cette décision. Le 29 juin 2011, la cour d’appel de Paris confirme la relaxe de Patrick de Saint-Exupéry. La Cour souligne les « éléments sérieux » dont disposait le journaliste pour nourrir son enquête.
En janvier 2012, l'un des employés de la société ÉPÉE créée par Jacques Hogard, le colonel en retraite Hugues de Samie, est retrouvé assassiné à Tripoli dans des conditions troubles. L'enquête n'a pas permis à ce jour de déterminer les raisons et d'identifier les commanditaires de cet assassinat.

## Prises de positions politiques

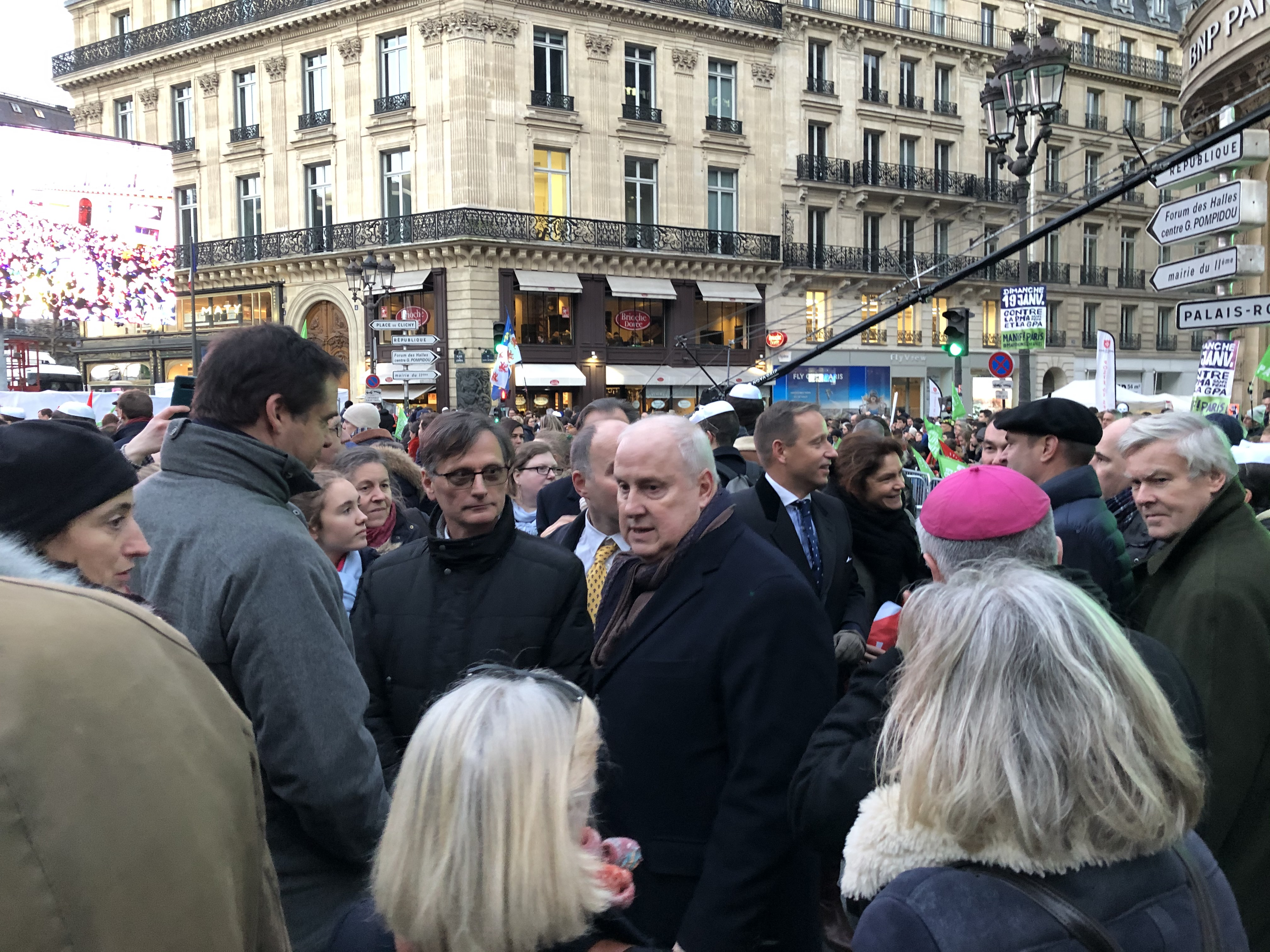
Jacques Hogard et le prince Louis de Bourbon à La Manif pour tous, le 19 janvier 2020.

En 2022, lors de l'invasion de l'Ukraine par la Russie, Jacques Hogard prend position en faveur de la Russie. Très actif sur les réseaux sociaux, notamment Twitter, et apprécié de nombreux sites et  des médias russes ou pro-russes comme TV Libertés, Boulevard Voltaire et Sputnik, il accuse les États-Unis et l'OTAN d'être les principaux responsables de cette guerre par leur agressivité vis-à-vis de la Russie de Poutine. Selon Jacques Hogard : « L'Otan est dans une stratégie d'encerclement [qui] touche aux intérêts vitaux de la Russie. [...] Je pense que l'Otan est une organisation fauteur de guerre aujourd'hui ». Il qualifie également la révolution populaire de Maïdan, en novembre 2013, de révolte « fasciste », thèse qualifiée de « complotiste » par l'hebdomadaire L'Express qui accuse Jacques Hogard de faire partie des relais de la « désinformation russe » en France. De son côté, le quotidien Le Parisien écrit que « le colonel Jacques Hogard relaie régulièrement les publications de l’ambassade de Russie en France » et fait partie des militaires français qui « contribuent aux intérêts du Kremlin ».

## Distinctions et prix
Le 13 mai 2009, avec un certain nombre d'autres anciens officiers de l'armée française ayant servi au Rwanda entre 1990 et 1994, Jacques Hogard est  par décret de la présidence de la République élevé au grade d'officier dans l'ordre national de la Légion d'honneur.
Le 22 mars 2017, il est décoré à Belgrade des mains du président de la république de Serbie, Tomislav Nikolic, de l'ordre de « Milos Obilic » (médaille de la Bravoure Miloš Obilić) pour son action au Kosovo en 1999.
Le 25 novembre 2019, il reçoit à Belgrade le Prix « Braca Karic » en tant que « lauréat pour la paix, la coopération et l'amitié entre les peuples, pour son courage exceptionnel, sa charité vis-à-vis du peuple serbe et le renforcement de l'amitié franco-serbe séculaire ».
Il est invité, avec Dominique Delawarde, à une conférence organisée en octobre 2022 par l'association pro-Kremlin Dialogue franco-russe, où le général Vincent Desportes déroule selon StreetPress « un narratif complotiste sur la guerre en Ukraine ».

## Décorations

### Décorations françaises
- France

| Officier de la Légion d'honneur                      |
| Officier de l'ordre national du Mérite               |
| Croix de guerre des Théâtres d'opérations extérieurs |
| Croix de la Valeur militaire                         |
| Croix du combattant                                  |

### Décorations étrangères
- Ordre souverain de Malte

| Officier de l'ordre pro Merito Melitensi avec épées |

- Serbie

| Titulaire de l'ordre royal de Saint-Sava             |
| Titulaire de la médaille de la Bravoure Miloš Obilić |

## Publications
- Les larmes de l'Honneur : 60 jours dans la tourmente du Rwanda, Hugo et Compagnie, 2005 (rééd. 2016).
- « Désinformation : le cas rwandais » dans Cahiers du CESAT, no 13, septembre 2008.
- « À propos du Rwanda, des Grands Lacs et de la politique française en Afrique » dans Diplomatie, no 37 (mars-avril 2009).
- « La Russie, ce marché qui vous tend la main ! » dans Constructif, no 32, juin 2012.
- L'Europe est morte à Pristina - Guerre au Kosovo (printemps-été 1999), Hugo et Compagnie, 2014.
- La diplomatie d'entreprise dans Constructif, no 58, mars 2022.
- La guerre en Ukraine : Regard critique sur les causes d'une tragédie, Hugo & Compagnie, 2024  (ISBN 978-2755674453).